# Argamasilla de Alba
Argamasilla de Alba ist ein Ort und eine Gemeinde (municipio) mit 6.925 Einwohnern (Stand: 2024) in der spanischen Provinz Ciudad Real der Autonomen Region Kastilien-La Mancha.

## Lage
Argamasilla de Alba liegt etwa 80 Kilometer ostnordöstlich von Ciudad Real in einer Höhe von ca. 670 m. Durch die Gemeinde führt die Autovía A-43 aus Richtung Valencia kommend nach Ciudad Real.

## Geschichte
Die Gründung der heutigen Siedlung geht in die Zeit um 1515 zurück. Die Besiedlung scheiterte hier mehrmals durch die sumpfige Gegend. Malariaerkrankungen rafften eine große Zahl der Bevölkerung hinweg. 1531 war an dieser Stelle dann ein neuer Standort gefunden, der sich schließlich auch stabilisierte.

## Bevölkerungsentwicklung
| Jahr      | 1970 | 1981 | 1991 | 2001 | 2011 | 2021 |
| Einwohner | 6982 | 6845 | 6495 | 6688 | 7416 | 6844 |

## Sehenswürdigkeiten
- Burg von Peñarroya
- Johannes-der-Täufer-Kirche
- Antoniuskapelle

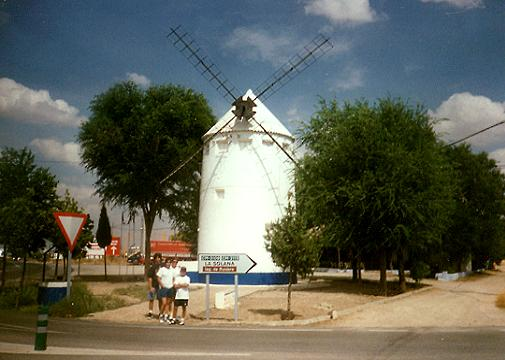
Windmühle

- Windmühle

## Persönlichkeiten
- Cayetano Hilario Abellan (1916–1997), Bildhauer
- Vicente Cano (1927–1994), Schriftsteller
- Cayo Lara (* 1952), Politiker (PCE)
- Isaac Cantón (* 1986), Radrennfahrer